# Reshma Nilofer Naha

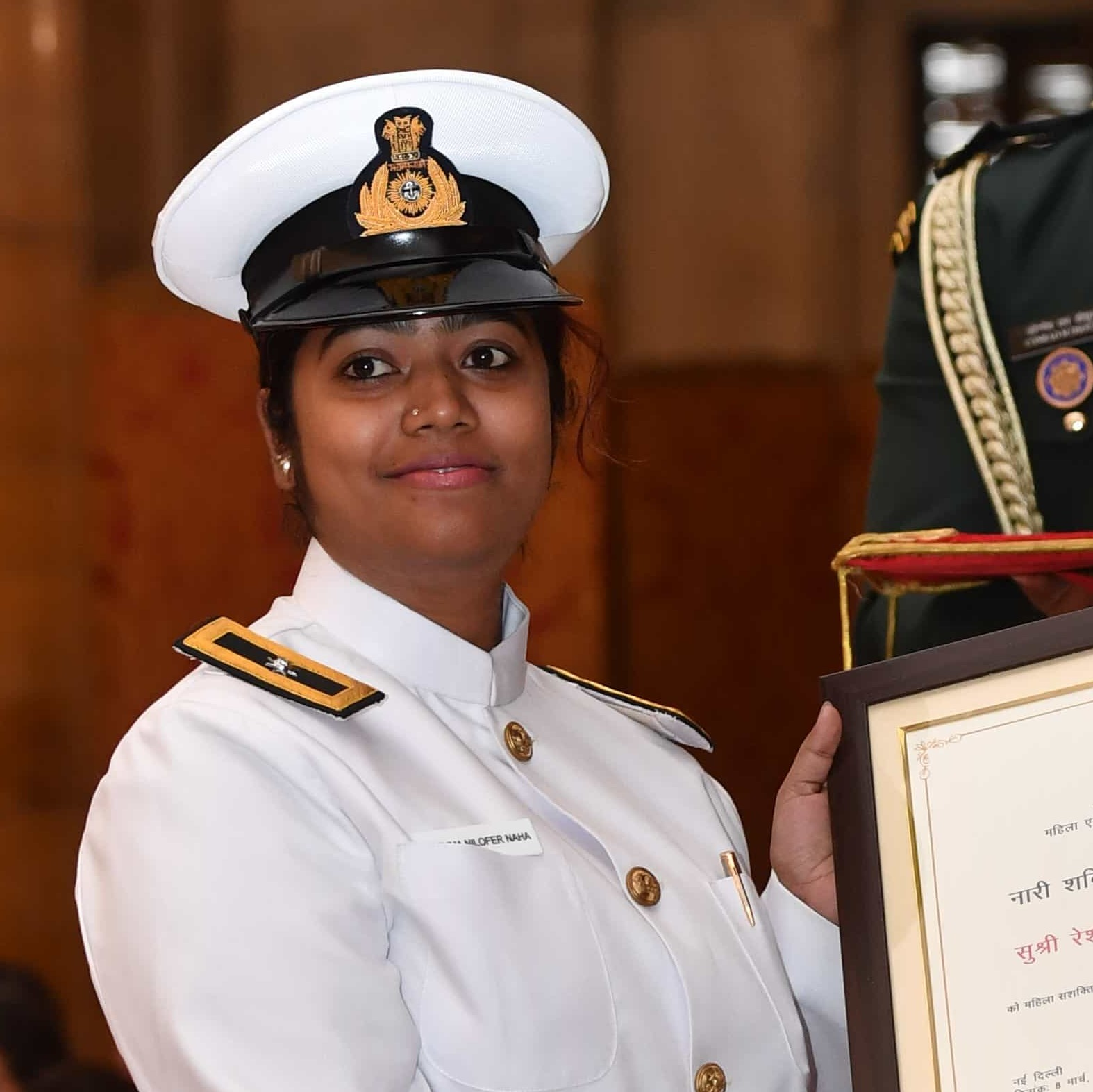
Reshma Nilofer Naha (2019)

Reshma Nilofer Naha (Tamil ரேஷ்மா நிலோபர் விசாலாக்சி; * 4. Februar 1989 in Chennai) ist eine indische Seelotsin.
Ihre Ausbildung absolvierte sie am Birla Institute of Technology in Ranchi. Naha ist Flusslotsin für den Hafen von Kolkata, der etwa 203 Kilometer (126 Meilen) vom Meer entfernt ist und der älteste in Betrieb befindliche Hafen Indiens ist, der von der Britischen Ostindien-Kompanie gebaut wurde. Es handelt sich dabei um einen wichtigen Warenumschlagsplatz für Kolkata und den ostindischen Raum. Kolkata ist ein Süßwasserhafen an der Mündung des Flusses Hugli, an dem auch die Hochseehäfen Haldia und Diamond Harbour liegen.
Die Flusslotsin Naha übernimmt das Schiff vom Kanal aus, fährt flussaufwärts und bringt das Schiff sicher in den Hafen. Reshma Nilofer Naha ist die erste Flusslotsin von Indien und wahrscheinlich der ganzen Welt.
2019 erhielt Reshma Nilofer Naha die Auszeichnung Nari Shakti Puraskar, überreicht vom indischen Präsidenten Ram Nath Kovind.

## Weblink
- Follow Your Passion - Episode 08 - Reshma Nilofer Naha, Marine Pilot Sailor Today YouTube